# 弗朗克维尔 (索姆省)
弗朗克维尔（法語：Franqueville，法語發音：[fʁɑ̃kvil]）是法国上法蘭西大區索姆省的一个市镇，属于亚眠区。

## 地理
弗朗克维尔（50°5'39"N, 2°6'24"E）面积6.26 平方千米，位于法国上法蘭西大區索姆省，该省份为法国北部沿海省份，北起加来海峡省和北部省，西接滨海塞纳省和大西洋英吉利海峡，南至瓦兹省，东临埃纳省。
与弗朗克维尔接壤的市镇（或旧市镇、城区）包括：多马昂蓬蒂约、栋克尔、弗朗叙、戈朗夫洛、里博库尔。

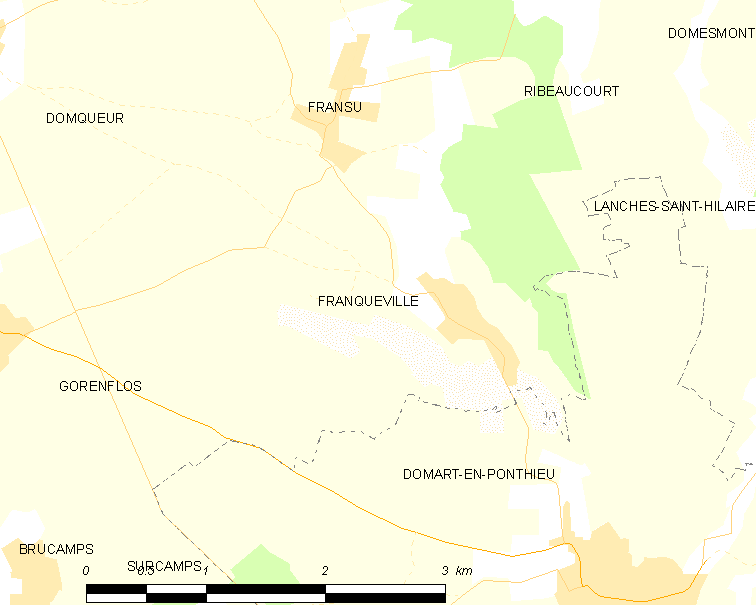
的OSM定位图

弗朗克维尔的时区为UTC+01:00、UTC+02:00（夏令时）。

## 行政
弗朗克维尔的邮政编码为80620，INSEE市镇编码为80346。

## 政治
弗朗克维尔所属的省级选区为弗利克斯库尔县。

## 人口

1962-2008年间人口变化图示

弗朗克维尔于2022年1月1日时的人口数量为158人。